# Dorylus laevipodex
Dorylus laevipodex é uma espécie de formiga do gênero Dorylus.